# HG 43

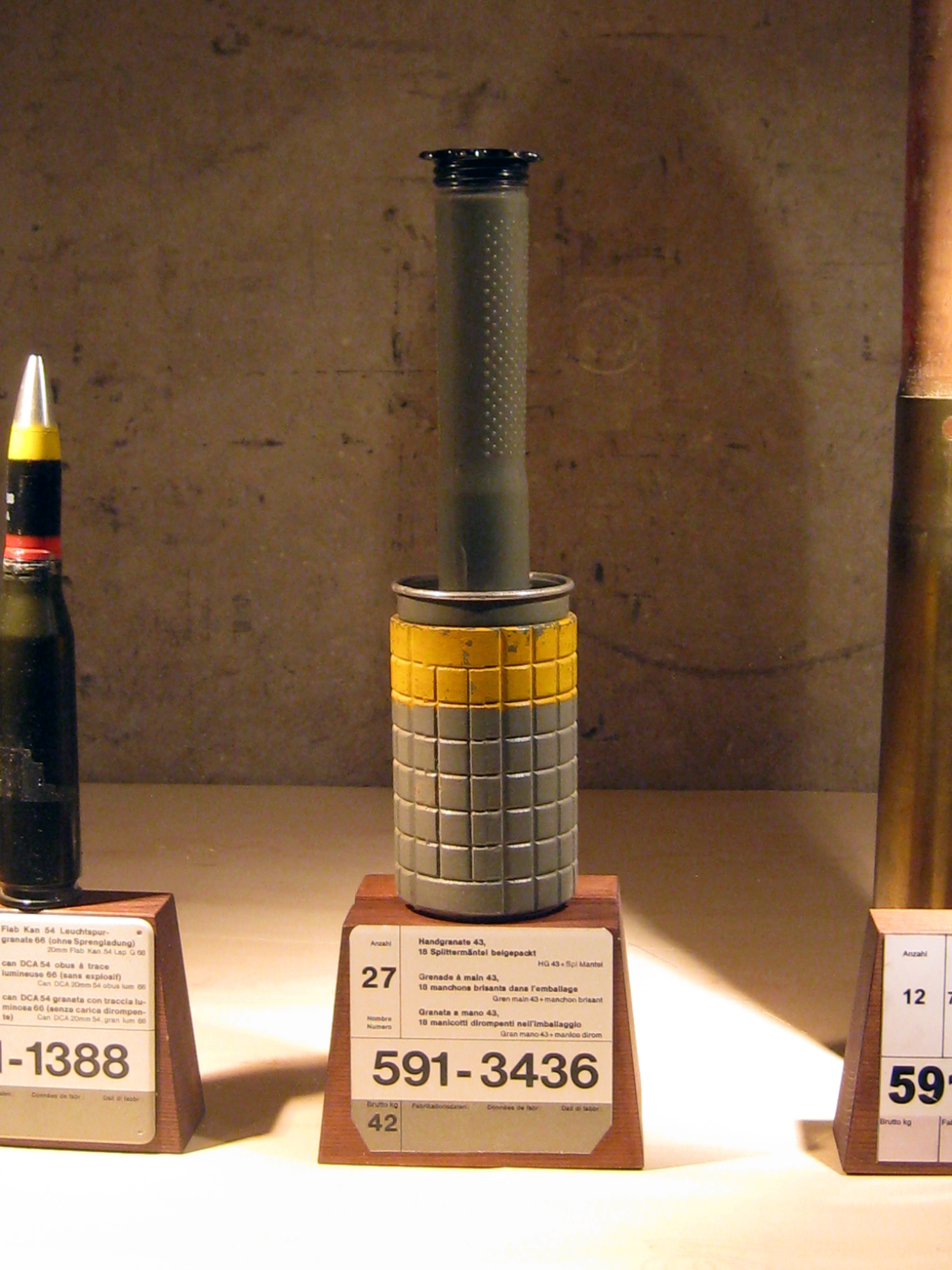
HG 43 mit Splittermantel. Der gelbe Streifen kennzeichnet Sprengmunition.

Die HG 43 ist eine Stielhandgranate der Schweizer Armee. Sie wurde ab 1943 bis in die 1990er-Jahre verwendet und von der Eierhandgranate HG 85 abgelöst.

## Eigenschaften
Der Griff war zuerst aus Holz, später aus Kunststoff. Der Inhalt des Kopfs beträgt ca. 300 g TNT.
Auf diese Granate konnte, bei Verwendung zu Defensivzwecken, ein Splitterkörper, auch Splittermantel genannt, aufgeschraubt werden. Ohne diesen zusätzlichen Splitterkörper setzte die Stielhandgranate im Vergleich zu anderen Granatentypen verhältnismässig wenige Splitter frei.
Als zusätzliches Element enthielt der Kopf der HG 43 ein weiteres Gewinde, auf das ein zusätzlicher Granatenkopf aufgeschraubt werden konnte. Eine solche sogenannte geballte Ladung hatte eine verstärkte Wirkung. Geballte Ladungen mit bis zu drei Granatköpfen konnten noch von Hand geworfen werden. Längere Versionen wurden in der Regel fest montiert und aus der Ferne mittels verlängerter Schnur gezündet. Zudem existierte eine anschraubbare Zusatzladung mit 1,5 kg Sprengstoff.